# Raphael Mweempwa
Raphael Mweempwa (ur. 30 marca 1974 w Monze) – zambijski duchowny katolicki, biskup Monze od 2022.

## Życiorys

### Prezbiterat
Święcenia kapłańskie przyjął 29 czerwca 2002 i został inkardynowany do diecezji Monze. Przez 10 lat pracował duszpastersko, a w 2012 został powołany do diecezjalnego zespołu formacyjnego. W 2019 został wykładowcą i wychowawcą w seminarium w Lusace.

### Episkopat
25 lutego 2022 papież Franciszek mianował go biskupem diecezji Monze. Sakry udzielił mu 7 maja 2022 nuncjusz apostolski w Zambii – arcybiskup Gianfranco Gallone.